# Привредников патронат
Патронат Српског привредног друштва „Привредник” (скраћено: Привредников патронат) је саветодавни и покровитељски орган Српског привредног друштва Привредник. Патронат брине о раду „Привредникових“ фондова и помаже остваривању њихових циљева. Патронат чине они који су највише појединачно или у име неког правног субјекта уплатили средства у „Привредникове“ фондове, као и они који су се истакли на пољу солидарности и хуманости.
Привредник има два фонда:
- Фонд Владимир Матијевић
- Фонд Ивана Вујновић

Привредников патронат наставља традицију Патроната Привредникових добротвора основаног 1911. године бирајући свој Патронат од људи који су својим радом и деловањем допринели општим интересима.
Патонат је изабрала Скупштина СПД Привредник на седници одржаној 16. јуна 2009. године у Привредниковом дому у Загребу. Конститутивна седница Патроната одржана је 17. децембра 2010. године у Хотелу Антуновић у Загребу на којој су изабране Невенка Љубић за председницу и Славица Бељак за потпредседницу.

## Избори чланова у Патронат
На Скупштини у 2009. години изабрани су: Анђелко Балабан, Славица Бељак, Живко Гњидић, Наташа Десница Жерјавић, Раде Драгојевић, Мирко Дуброја, Милан Лабус, Светозар Ливада, Душан Лукић, Никола Лунић, Невенка Љубић, Петар Матијевић, Душан Матић, Костадин Милошевић, Стеван Пјевац, Марко Поповић, Милорад Пуповац, Јадранка Радуловић, Петар барон Рајачић Брињски, Бранислав Ћелап, Момчило Узелац, Слободан Узелац и Горан Чакаревић.
Чланови Патроната изабрани у 2010. години су: Никола Арбутина, Дамјан Берић, Југослав Весић, Бранко Јовичић, Раде Косановић, Милован Кубат, Драган Мартић, Мирослав Палић, Игор Радека, Слободан Рончевић и Милош Самарџија.
Чланови Патроната изабрани у 2011. години су: Бојана Бодин Петров, Тихомир Вранешевић, Војислав Гајић, Бранко Мудринић, Милан Овлаковић, Снежана Петровић Ди Антони и Неда Украден.
Након истека двогодишњег мандата у Патронат су, у 2012. години, поново изабрани: Никола Арбутина, Анђелко Балабан, Славица Бељак, Југослав Весић, Живко Гњидић, Мирко Дуброја, Милован Кубат, Милан Лабус, Светозар Ливада, Душан Лукић, Никола Лунић, Невенка Љубић, Драган Мартић, Петар Матијевић, Душан Матић, Костадин Милошевић, Мирослав Палић, Стеван Пјевац, Марко Поповић, Милорад Пуповац, Игор Радека, Петар барон Рајачић, Милош Самарџија, Бранислав Ћелап, Момчило Узелац, Слободан Узелац и Горан Чакаревић. По први пут у 2012. години у Патронат изабрани су: Радоје Арсенић, Милан Васиљевић, Видоје Вујић, Невен Вујошевић, Татјана Гужвица, Милан Јакшић, Дејан Јовић, Марина Лачан, Душан Маринковић, Милорад Новаковић, Илија Обрадовић, Ђорђе Петровић, Бранко Радаковић, Невен Рајак, Илија Ранић, Ранко Росић, Никола Сарапа, Душан Спасојевић, Андрија Станимировић, Душан Стојанац, Милан Стојановић, Мирко Сужњевић, Срђан Татић, Драган Црногорац и Оливер Чепрња.

## Списак чланова Патроната
Патронат има 58 чланова:
1. Никола Арбутина, начелник општине Двор и члан председништва СНВ-а.
2. Радоје Арсенић, новинар из Загреба.
3. Анђелко Балабан, предузетник из Јагодњака.
4. Славица Бељак, потпредседница Патроната, предузетница из Загреба, кћи Привредниковог питомца.
5. Бојана Бодин Петров, предузетница из Загреба.
6. Милан Васиљевић, предузетник из Загреба и бивши председник Привредника.
7. Видоје Вујић, универзитетски професор и економист из Ријеке.
8. Невен Вујошевић, инжењер из Огулина.
9. Југослав Весић, начелник општине Ердут.
10. Тихомир Вранешевић, универзитетски професор и економист из Загреба.
11. Војислав Гајић, предузетник из Новог Сада.
12. Живко Гњидић, неурохирург из Загреба.
13. Татјана Гужвица, економист из Загреба.
14. Мирко Дуброја, предузетник из Новог Сада.
15. Милан Јакшић, новинар из Карловца.
16. Дејан Јовић, универзитетски професор и политолог из Загреба.
17. Милован Кубат, форензичар из Загреба и водитељ ДНК лабораторија.
18. Милан Лабус, угоститељ из Загреба.
19. Марина Лачан, лекар из Брежица, Словенија.
20. Светозар Ливада, филозоф, социолог, историчар и демограф из Загреба.
21. Душан Лукић, предузетник из Загреба.
22. Никола Лунић, предузетник из Загреба и председник Привредника
23. Невенка Љубић, председница Патроната, лекарка и добротворка из Загреба.
24. Душан Маринковић, универзитетски професор и славистичар из Загреба.
25. Драган Мартић, стоматолог из Загреба.
26. Петар Матијевић, предузетник и велепоседник из Новог Сада.
27. Душан Матић, друштвени радник из Загреба.
28. Костадин Милошевић, друштвени радник из Загреба, бивши председник и члан обновитељског одбора Привредника.
29. Бранко Мудринић, предузетник из Новог Сада.
30. Милорад Новаковић, новинар из Загреба.
31. Милан Овлаковић, доктор ветеринарске медицине из Двора и заменик жупана Сисачко-мославачке жупаније.
32. Илија Обрадовић, из Доњег Лапца.
33. Мирослав Палић, начелник општине Трпиња.
34. Ђорђе Петровић, академски сликар из Карловца.
35. Снежана Петровић Ди Антони, хуманитарка из Трста.
36. Стеван Пјевац, друштвени радник из Загреба и члан обновитељског одбора Привредника.
37. Милорад Пуповац, универзитетски професор и филолог из Загреба, председник Српског народног вијећа.
38. Бранко Радаковић, универзитетски професор из Загреба.
39. Игор Радека, универзитетски професор и педагог из Задара.
40. Петар барон Рајачић Брињски, председник Српске академије иновационих наука из Београда, потомак Патријарха Јосифа Рајачића.
41. Невен Рајак, предузетник из Огулина.
42. Илија Ранић, издавач из Загреба.
43. Ранко Росић, економист из Загреба и члан обновитељског одбора Привредника.
44. Милош Самарџија, начелник општине Ервеник.
45. Никола Сарапа, универзитетски професор и педагог из Задара.
46. Душан Спасојевић, протојереј ставрофор и први парох Српске православне црквене општине загребачке.
47. Андрија Станимировић, универзитетски професор и педагог из Задара.
48. Душан Стојанац, из Сиња.
49. Милан Стојановић, предузетник из Сиска.
50. Мирко Сужњевић, доктор наука и инжењер из Загреба.
51. Срђан Татић, секретар СКД Просвјета
52. Бранислав Ћелап, књижар и издавач из Загреба, син Привредниковог питомца.
53. Неда Украден, естрадна уметница из Београда.
54. Момчило Узелац, угоститељ из Београда.
55. Слободан Узелац, универзитетски професор и дефектолог из Загреба.
56. Драган Црногорац, друштвени радник из Вуковара.
57. Горан Чакаревић, предузетник из Граца, Аустрија.
58. Оливер Чепрња, лекар из Љубљане.

## Бивши чланови Патроната
1. Дамјан Берић, економист из Орлића (2010—2012)
2. Наташа Десница Жерјавић, универзитетска професорка из Загреба, кћи Владана Деснице (2009—2012)
3. Раде Драгојевић, новинар из Загреба (2009—2012)
4. Бранко Јовичић, начелник општине Гвозд (2010—2012)
5. Раде Косановић, начелник општине Крњак и члан председништва СНВ-а (2010—2012)
6. Марко Поповић, држани службеник из Загреба и бивши председник Привредника (2009—2012)
7. Јадранка Радуловић, предузетница из Огулина (2009—2012)
8. Слободан Рончевић, задругар и предузетник из Ђеврсака (2010—2012)